# Luke Mably
Luke Mably (Londen, 1 maart 1976), (geboren als Thomas Luke Mably)  is een Brits acteur, vooral bekend van het spelen van Scott Lucas in Sky One's Dream Team, Prince Edvard in The Prince and Me en White in Exam.

## Carrière
In 2009 speelde Mably als White in de thriller Exam, onder leiding van Stuart Hazeldine. In 2010 speelde hij ook de hoofdrol in de drama-serie The Gates.
Mably is het meest bekend van de film The Prince & Me en The Prince and Me 2: The Royal Wedding hierin speelde hij als Prince Edvard. Momenteel is hij te zien als civiele neurochirurg dr. Simon Hill in de nieuwe Canadese dramaserie: Combat Hospital.

## Filmografie
- Bibliothèque nationale de France: cb159736425 (data)
- Gemeinsame Normdatei: 1013380983
- International Standard Name Identifier: 0000 0001 2363 9446
- Library of Congress Control Number: no2006024604
- Nederlandse Thesaurus van Auteursnamen: 329472968
- Virtual International Authority File: 29280134
- WorldCat: E39PBJcWtqfkGtxWmhcJpg6Frq